# 제23회 미국 작가 조합상
제23회 미국 작가 조합상은 1970년 뛰어난 활동을 보인 영화 작가를 기리기 위해 1971년 3월에 열린 시상식이다. Beverly Hilton Hotel에서 개최되었다.

## 수상 및 후보

### 각본상
- 패튼 대전차 군단 - 프란시스 포드 코폴라 수상
- 도시 탈출 - 닐 사이먼 수상

### 각색상
- 매쉬 - Ring Lardner Jr. 수상
- 아버지의 노래 - 로버트 앤더슨 수상

### 월계수상
- 제임스 포 수상

### 발렌타인 데이비스 상
- 다니엘 타라대쉐 수상

### 모건 콕스 상
- 레너드 스피겔게스 수상

### 에드몬드 J. 노스 상
- 라마르 트로티 수상